# Стівен Кук
Стівен Артур Кук (14 грудня 1939 , Баффало, Нью-Йорк )  — канадський та американський математик та науковець у галузі теоретичної інформатики, лауреат премії Тюрінга. Відомий своїми значними внесками в теорію складності обчислень та складності доведення, насамперед через введення поняття NP-повної задачі  та теорему Кука — Левіна. Його число Ердеша 3.

## Публікації
- Cook, Stephen A. (1971). The complexity of theorem-proving procedures (PDF). Proceedings of the third annual ACM symposium on Theory of computing. ACM: 151—158. Архів оригіналу (PDF) за 5 жовтня 2016. Процитовано 15 травня 2016. (англ.)